# 397-es busz
A 397-es jelzésű elővárosi autóbusz Budapest, Stadion autóbusz-pályaudvar és Veresegyház, autóbusz-forduló között közlekedik a Budapest–Őrbottyán viszonylatú 399-es busz betétjárataként. (Szadát érintve jut el Veresegyházra.) A járatot a MÁV Személyszállítási Zrt. üzemelteti.

## Története
2013. december 2-án indult új, közvetlen eljutási lehetőséget kínálva Budapest és Veresegyház között az M3-as autópályán keresztül.

## Megállóhelyei
Az átszállási kapcsolatok között az azonos útvonalon, de Őrbottyánig közlekedő 399-es busz nincs feltüntetve.
| 0                                      | Budapest, Stadion autóbusz-pályaudvar végállomás | 44 | 1, 1A 73, 75, 77, 80 95, 130, 195 396, 398, 400, 402, 410, 412, 414, 422, 424, 430, 432, 434, 435, 436, 437, 438, 439, 440, 441, 442, 485, 486 1020, 1021, 1024, 1031, 1034, 1037, 1039, 1040, 1044, 1045, 1046, 1049, 1050, 1052, 1053, 1054, 1060, 1063, 1066, 1067, 1068, 1069, 1070, 1075, 1076, 1077, 1078 |
| 8                                      | Budapest, Kacsóh Pongrác út                      | 36 | 1, 1A, 3, 69 72, 74, 74A, 82 25, 32, 225 396, 398, 402, 412, 414, 422, 424, 432, 434, 435, 436, 437, 438, 439, 442 1020, 1021, 1024, 1031, 1034, 1037, 1039, 1040, 1044, 1045, 1046, 1049, 1050, 1052, 1053, 1054, 1063, 1066, 1067, 1068, 1069, 1076                                                           |
| 15                                     | Budapest, Szerencs utca                          | 29 | 96, 124, 225, 296, 296A 396, 398, 402, 412, 414, 422, 424, 432, 434, 435, 436, 437, 438, 439, 442 1020, 1021, 1024, 1031, 1034, 1037, 1039, 1040, 1044, 1045, 1046, 1049, 1050, 1052, 1053, 1054, 1063, 1066, 1067, 1068, 1069, 1076                                                                            |
| Budapest–Mogyoród közigazgatási határa |                                                  |    | |
| 29                                     | Mogyoród, Lake Forest Villapark                  | 15 | |
| Mogyoród–Szada közigazgatási határa    |                                                  |    | |
| 32                                     | Szada, Ipari Park                                | 12 | |
| 34                                     | Szada, Székely Bertalan út                       | 10 | |
| 36                                     | Szada, TÜZÉP telep                               | 8  | 396, 398, 450, 451, 452, 453, 454, 455 |
| Szada–Veresegyház közigazgatási határa |                                                  |    | |
| 37                                     | Veresegyház, Közúti Igazgatóság                  | 7  | 396, 398, 450, 451, 452, 453, 454, 455 |
| 39                                     | Veresegyház, vasútállomás bejárati út            | 5  | 391, 392, 395, 396, 398, 450, 451, 452, 453, 454, 455 |
| 40                                     | Veresegyház, benzinkút                           | 4  | 391, 392, 394, 395, 396, 398, 450, 451, 452, 453, 454, 455 |
| 41                                     | Veresegyház, általános iskola                    | 3  | 318, 319, 391, 392, 393, 394, 395, 396, 398, 450, 451, 452, 453, 454, 455 |
| 42                                     | Veresegyház, templom                             | 2  | 391, 392, 393, 394, 395, 396, 398, 450, 452, 454, 455 |
| 43                                     | Veresegyház, Fő út 130.                          | 1  | 396, 398, 450, 454, 455 |
| 44                                     | Veresegyház, autóbusz-forduló végállomás         | 0  | 396, 398, 450, 454, 455 |